# Řehoř VI. (vzdoropapež)
Řehoř VI. (lat. Gregorius sextus) byl vzdoropapež proti Benediktu VIII. v období od června do prosince roku 1012. O jeho životě a působení je známo velmi málo, naposledy se připomíná roku 1018.
Po smrti papeže Sergia IV. se k vládě v Římě dostala rodina Tusculanů, která zvolila a intronizovala nového papeže Benedikta VIII. Jejich odpůrci Crescentiové, kteří vládli městu již od dob císaře Oty III., však zvolili do té doby neznámého Řehoře, patrně z vlastního rodu..
Dlouho se spekulovalo o tom, zda byl vlastně uveden do úřadu, ale protože v papežském sídle té doby, v Lateránském paláci sídlil Benedikt, jevilo se Řehořovo postavení od počátku jako beznadějné a už v létě 1012 byl patrně z Říma vypuzen. V prosinci téhož roku o Vánocích se nečekaně objevil ve falci Pöhlde v severním Německu a žádal krále Jindřicha II., pozdějšího císaře, aby ho jako papeže uznal. Jindřich mu dal jen vyhýbavou odpověď a neřekl mu, že už sám s Bendiktem VIII. jedná. Řehoř se pak naposledy připomíná v roce 1018.